# Samantha Hayes
Samantha Hayes (Alaska; 28 de noviembre de 1995) es una actriz pornográfica y modelo erótica y fetichista estadounidense.

## Biografía
Nació en Alaska en noviembre de 1995. Tras terminar el instituto comenzó a trabajar como barista en la cadena de panaderías Panera Bread para pagarse sus posteriores estudios universitarios, que realizó hasta segundo curso. A los 18 años realizó su primera sesión fotográfica como modelo erótica, que derivó posteriormente en un trabajo de nueve meses como modelo fetichista en la temática BDSM y dominación.
Debutó como actriz pornográfica en 2014, con 19 años, destacándose por la grabación de escenas de sexo lésbico, dominación, bondage y sumisión.
Como actriz, ha trabajado para productoras como Girlsway, Jules Jordan Video, Digital Playground, Mofos, Reality Kings, Digital Sin, Kick Ass, FM Concepts, Girlfriends Films, Wicked Pictures, Blacked, Penthouse, New Sensations o Naughty America.
En 2017 fue nominada en los Premios XBIZ en la categoría de Mejor actriz en película lésbica por Clairvoyance.
Ha aparecido en cerca de 200 películas como actriz.
Algunas películas de su filmografía son Amateur Introductions 19, Bound For Sex, Dominance and Submission, Graffiti Girlz, He's In Charge 2, Innocence Of Youth 8, Kissing Cousins 3, Lesbian Jailbirds, Mom's Shrink, My Slutty Girlfriend's Sex Tapes 2, Schoolgirl Cuties o Submission Of Emma Marx 3: Exposed.

## Premios y nominaciones
| Año  | Ceremonia         | Resultado | Premio                           | Trabajo      |
| ---- | ----------------- | --------- | -------------------------------- | ------------ |
| 2017 | Premios XBIZ      | Nominada  | Mejor actriz en película lésbica | Clairvoyance |
| 2019 | Spank Bank Awards | Nominada  | Best Legs                        | —            |
| 2019 | Spank Bank Awards | Nominada  | The Girl Next Door? Only Dirtier | —            |